# José Antonio Labordeta
|  | «Labordeta» redirigeix aquí. Vegeu-ne altres significats a «La Bordeta». |

José Antonio Labordeta (castellà: José Antonio Labordeta Subías)  (Saragossa, 10 de març de 1935 - Saragossa, 19 de setembre de 2010) fou un escriptor saragossà, conegut simplement com a Labordeta en la seua faceta de cantautor i, popularment, com el Abuelo («l'Avi»): guardonat l'any 1991 amb la medalla Juan de Lanuza, va ser diputat a les corts d'Aragó i al Congrés dels Diputats per Chunta Aragonesista entre 1999 i 2008.
Germà del cineasta Manuel Labordeta i del poeta Miguel Labordeta, oncle del músic Juan Manuel Labordeta, pare de l'actriu Ana Labordeta i de la novel·lista Ángela Labordeta i tot un personatge popular, símbol de l'Aragó contemporani, és considerat «el més important cantautor aragonés i una de les persones més decisives en la recuperació de la consciència regional aragonesa».

## Biografia
Labordeta va nàixer el 10 de març de 1935 a l'antic palau dels Lanuza, del número 1 del carrer Buen Pastor, en ple centre de Saragossa, on la seua família regentava l'escola internat Santo Tomás de Aquino, a la qual assistirien personalitats com Jesús Moncada: quart fill (entre set germans) de Sara Subías i Miguel Labordeta, un catedràtic de llatí i militant d'Izquierda Republicana que, en començar la guerra a l'any següent, va ser detingut per ateu, comunista i maçó i, en acabant, se li va retirar la càtedra.

### Infància
Per por a més represàlies, la família va escolaritzar el jove José Antonio al Colegio Alemán saragossà fins que va tancar el 1943, any en què l'Alemanya nazi començava a perdre la guerra. Llavors, va continuar els estudis a l'escola paterna, on va fer el batxillerat junt a futures personalitats com Emilio Gastón i, en acabant, va començar la carrera de dret; el 1953, durant el tercer curs, son pare es va morir i Labordeta se'n va passar a lletres. L'escola familiar va passar a mans del seu germà poeta, catorze anys major que ell, el qual passaria a exercir un rol patern sobre el seu germà menut.

### Literatura
L'any 1957 li van tocar trenta mil pessetes en la loteria i se'n va anar un mes sencer al parador de Turisme de San Juan de la Peña a llegir-se l'Ulisses de James Joyce: influït per Miguel, va fundar i dirigir la revista Orejudín (1958–1959) i publicà en la Papageno (1958–1960), ambdues publicacions sorgides al voltant de la tertúlia Niké i de l'Oficina Poética Internacional. Finalment, es va llicenciar en filosofia el 1960 i se'n va anar a treballar de lector d'espanyol a Ais de Provença, a les acaballes de la Quarta República, on donava classe als pied-noirs: allà va escoltar per primera volta els discs de Brassens, Brel i Léo Ferré i va escriure Sonata ibérica, un poemari influït per Machado, que encara continua inèdit.

### Ensenyament
Dos anys després, se'n va tornar a l'Aragó i, en casar-se amb Juana de Grandes el 29 de setembre de 1963, ambdós es traslladaren a Terol per treballar de professors en una escola laica fundada per un amic seu: allí, ella exercia de mestra de grec i ell, d'història. Entre els alumnes que va tindre Labordeta durant esta època, figuren el president d'Endesa Manuel Pizarro, el polemista Jiménez Losantos, el dibuixant Carlos Azagra o el polifacètic Joaquín Carbonell: junt amb est últim i Cesáreo Hernández va començar a cantar, amb trenta-tres anys, en novembre del 68. La seua primera aparició en públic va ser a Belchite (el poble de la mare de Serrat), on un amic seu li va dir «maño, no vuelvas nunca más a cantar. Te quiero mucho, pero lo haces muy mal y además eso es cosa de maricones.» Durant els huit anys d'estada a Terol, van nàixer les seues primeres dues filles, Ana i Ángela; la tercera, Paula, va nàixer en tornar a Saragossa. L'any 1985, va demanar l'excedència i ja no va tornar a exercir de professor.

### Música
Labordeta compongué la seua primera cançó (Réquiem para un burgesito) l'any 1964, influït per Georges Brassens i avorrit de fer classes i oposicions, però no es convertí en cantautor fins que aplegà a Terol: ja establert allà, el professor valentí José Sanchis Sinisterra trobà un anunci en Cuadernos para el diálogo en el qual demanaven cançons d'autor. Labordeta gravà una cinta amb les seues composicions en l'estudi de Radio Teruel —segons el seu ex alumne Joaquín Carbonell, també en gravà una en Radio Zaragoza dedicada al Che Guevara— i les envià en cinta a Madrid; a finals del 1968 el cridaren per a què anara a gravar-ne tres als estudis Philips un 10 d'octubre i, com ell entrà en l'estudi després d'Hilario Camacho, Elisa Serna i Ignacio Fernández Toca i est últim havia titulat el seu disc Andros I, Labordeta batejà el seu com a Vol. II. Després d'enregistrar Réquiem por un burguesito, Los masoveros i Los leñeros amb l'acompanyament de músics d'estudi, com encara n'hi havia lloc per a una altra cançó Labordeta tocà Las arcillas sol amb la guitarra. L'EP de quatre cançons, editat per Edumsa, va ser segrestat l'any següent per les autoritats; es va reeditar el 1971 com a complement de Cantar y callar, un dels primers llibrediscs de l'època, però no aparegué en CD amb la portada original fins a l'any 2019.
Dos anys després, el 13 de novembre de 1973 va tindre lloc el Primer Encuentro de la Música Popular en Aragón al Teatre Principal de Saragossa amb les actuacions de Boira, La Bullonera, Renaxer, Pilar Garzón, Tierra Húmeda, Tomàs Bosque (de la Franja) i el mateix Labordeta, que llavors ja era el cap visible de l'emergent «cançó popular aragonesa». A l'any següent, Edigsa li publicà el seu primer disc de llarga durada, Cantar i callar (sic), que incloïa notes preliminars (en valencià) d'Ovidi Montllor.
El 1975 va publicar Tiempo de espera, que inclou la seua peça més coneguda, Canto a la libertad, escrita en el seu retir de Villanúa: ja en democràcia, la seua cançó va ser proposada pel Partido Aragonés com a himne oficial d'Aragó, però al final el PSOE i el PCE votaren en contra. Es va semiretirar públicament de l'ofici de cantautor, amb un concert a la plaça del Pilar el 4 d'octubre de 1991, encara que d'ençà ha ofert concerts puntualment, en solitari o junt amb Carbonell i Eduardo Paz en l'espectacle Cantautores aragoneses, que els va tornar a ajuntar en un concert històric retransmès per Aragón TV l'11 d'octubre de 2006 que, en acabant, ha girat per ciutats com Fraga i Osca (en el festival Periferias).

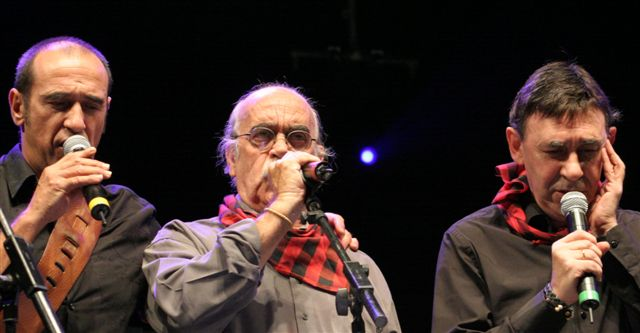
El concert del Pilar (2006)
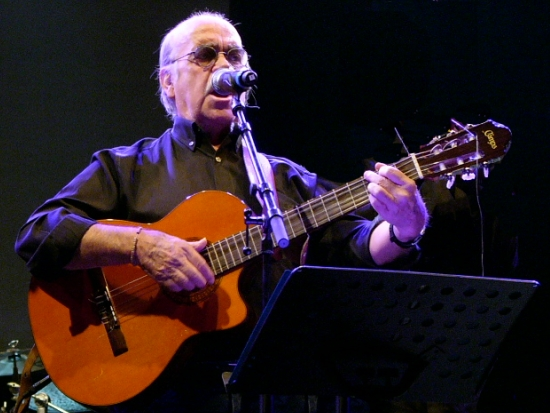
L'any 2007 a Osca
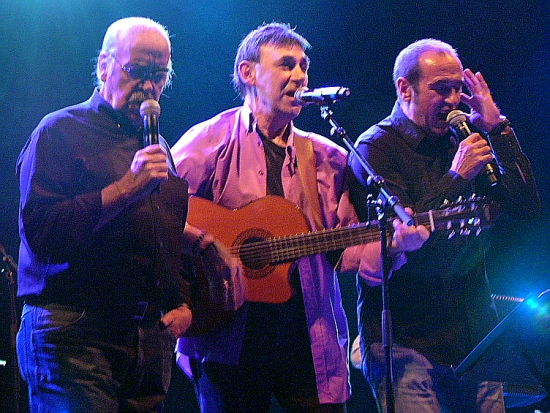
Amb Carbonell i Eduardo

### Política
Cofundador de la revista Andalán, del Partit Socialista Aragonès, creador d'un partit imaginari anomenat Izquierda Depresiva Aragonesa i candidat en la llista al senat espanyol per Izquierda Unida, finalment va ser diputat electe per Chunta Aragonesista a les corts entre 1999 i 2000 i al Congrés dels Diputats els anys 2000 i 2004 (per dues legislatures seguides) fins a l'any 2008, en el qual es va jubilar. En l'etapa a Madrid va destacar dins del grup mixt, com a únic representant de l'aragonesisme, pel seu estil radicalment oposat al de la resta de congressistes: durant el debat sobre la invasió d'Iraq va recitar un poema del seu germà Miguel; en un altre debat va respondre als diputats del PP que se li burlaven amb un «¡A la mierda!» o insultant-los; també va participar activament en el debat sobre l'Estatut d'Autonomia d'Aragó, en la comissió d'investigació de l'11-M i, finalment, va anunciar la seua retirada durant la intervenció en el debat sobre l'estat de la nació de 2007. Durant la seua trajectòria com a diputat, s'oposà al transvasament de l'Ebre, votà en contra de la Llei de partits i a favor de la Constitució europea, defenia la cooficialitat de les llengües de l'Aragó i el programari lliure i parlava d'Espanya com «una gran federació». En rebre el premi de l'Asociación de Periodistas Parlamentarios, compartit amb Agustí Cerdà, Labordeta es va acomiadar amb una jota aragonesa.

### Retir

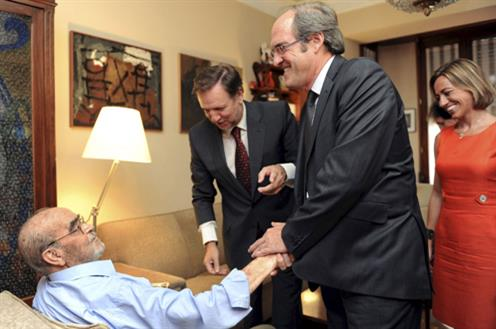
Poc abans de la mort rebé la visita de ministres

En retirar-se de la política «per cansament ideològic», ocasionalment residia a Altafulla; va escriure la novel·la Memorias de un beduino en el Congreso de los Diputados (2009), actuà en l'Expo de Saragossa, i el 2006 se li va diagnosticar un càncer de pròstata, que el portà a la mort el 2010; el Rolde de Estudios Aragoneses ha reeditat el Cantar i callar de 1968, encara inèdit en CD, amb ocasió de la publicació del llibre col·lectiu José Antonio Labordeta: creación, compromiso, memoria (amb més de seixanta col·laboracions al voltant de la figura i la trajectòria de l'homenatjat), presentat el 26 de novembre en una festa al Teatre Principal de Zaragoza.

### Mort
Labordeta morí a l'Hospital Universitari Miquel Servet de Saragossa, el 19 de setembre de 2010, als setanta-cinc anys.
El funeral tingué lloc el matí del 21 de setembre en un acte familiar al cementeri de Torrero: després de la cerimònia i de la incineració, la viuda i les filles depositaren el centre dels flors que duia la taüt davant de la tomba de Joaquín Costa.

## Obra

### Discografia
La major part de la seua discografia va ser recopilada l'any 2004 en Cantar y no callar (1975-1995), una caixa de tretze compactes reeditats per Dro: bàsicament, tots els discs editats per Fonomusic, Cantar i callar reeditat per Picap en CD i en format digital.
| • Andros vol. II (1968) |
| --- |
| (Edumsa) Cara A 1. Los leñeros (2:24) 2. Los masoveros (1:32) Cara B 1. Requiem por un burguesito (1:43) 2. Las arcillas (2:22) |

| • Cantar y callar (1971) |
| --- |
| (Javalambre) Cara A 1. Los leñeros (2:24) 2. Los masoveros (1:32) Cara B 1. Requiem por un burguesito (1:43) 2. Las arcillas (2:22) |

| • Cantar i callar (1974) |
| --- |
| (Edigsa) 1. Aragón 2. Todos repiten lo mismo 3. Los masoveros 4. Yo soy igual 5. Los leñeros 6. Palabras 7. Las arcillas 8. El poeta 9. Cuando se agosta el campo 10. La Vieja 11. Por el camino del polvo 12. Dónde se van 13. Canción para una larga despedida |

| • Tiempo de espera (1975) |
| --- |
| (Movieplay) 1. Canción de cuna sobre la tierra estéril (3:15) 2. Canta compañero canta (2:34) 3. Coplas de Santa Orosia (3:07) 4. Carta a Lucinio (4:17) 5. No cojas las acerollas (3:22) 6. A varear la oliva (4:01) 7. Ya ves (3:12) 8. Meditaciones de Severino el Sordo (3:38) 9. Ya llegó la Sanjuanada (2:32) 10. Homenaje a Víctor Jara (2:50) 11. Canto a la libertad (3:56) |

| • Cantes de la tierra adentro (1976) |
| --- |
| (Movieplay) 1. Cantes de la tierra adentro 2. Canción de amor 3. Parábola al modo brechtiano "El milagro de Lamberto" 4. No te quedes en la puerta 5. Serenamente hablando 6. Rosa, rosae 7. Paisajes urbanos, días escolares 8. Coplas de Huesca 9. Caminaremos 10. Puesto que el joven azul |

| • En directo (1977) |
| --- |
| (Movieplay) 1. Retrospectivo existente (poema) (3:26) 2. Aragón (3:19) 3. La vieja (3:35) 4. Coplas del tión (5:27) 5. Chinchecle (1:42) 6. Canta compañero, canta (3:11) 7. El poeta (3:02) 8. Todos repiten lo mismo (3:45) 9. Regresaré a la casa (3:52) 10. Canto a la libertad (4:08) 11. Planta un árbol (4:53) |

| • Que no amanece por nada (1978) |
| --- |
| (Movieplay) 1. Compañeros (2:44) 2. Nada para dormir un niño en la montaña (5:08) 3. Cierzo (3:10) 4. Tu cantarás por todos (2:18) 5. Abrí todas las puertas (4:22) 6. Hermano hombre (1:53) 7. Acuérdate (3:27) 8. Amarga compañera (2:00) 9. Inciertas mañanadas (3:35) 10. Porque avanzamos juntos (5:04) |

| • Cantata para un país (1979) |
| --- |
| (Movieplay) 1. Introducción y Vengo a hablaros (2:53) 2. Quién te cerrará los ojos (4:26) 3. Un amigo en la Ribera (1:03) 4. Crónica de Beremundo (3:03) 5. Ponte contento (3:40) 6. Albada (4:49) 7. Vuelve a tu suelo (2:12) 8. Todos son (1:58) 9. Poema (2:51) 10. Rogativa de agua (5:27) |

| • Las cuatro estaciones (1981) |
| --- |
| (Movieplay) 1. Pregón 2. Sanjuanada 3. Jota 4. El villano 5. Las uvas dulces 6. Poema 7. Olivera 8. La zambomba 9. Armen estrépito 10. Nana 11. Ya viene marzo con flores 12. El mayo |

| • Qué queda de ti, qué queda de mí (1984) |
| --- |
| (Fonomusic) 1. Qué queda de ti, qué queda de mí 2. Elegía del misil 3. Con tus manos 4. A Georges Brassens 5. Una tarde sin fin 6. Viejo país 7. Desobediencia civil 8. A veces me pregunto 9. Somos 10. Aquí |

| • Aguantando el temporal (1985) |
| --- |
| (Fonomusic) 1. Aguantando el temporal 2. De aquel tiempo pasado 3. Carta de casa 4. En el nombre del Señor 5. Zarajota blues 6. Mar de amor 7. Crónica del regreso 8. Eh, tú! |

| • Tú y yo y los demás (1986) |
| --- |
| (Fonomusic) 1. Palabras 2. Pequeña libertad 3. A veces me pregunto 4. Aragón blues (amb Puturrú de Fuá) 5. Severino el Sordo 6. El baulero 7. Ya ves 8. Ya no hay locos (Paco Ibáñez) 9. Me dicen que no quieres 10. Zure Tristura (Imanol) 11. Albada 12. Tú y yo y los demás 13. Al amor (Javier Ruibal) 14. Mar de amor 15. Homenatge a Teresa (Ovidi) 16. A callejear 17. Somos 18. Juegos de azar (Joaquín Sabina) 19. Zarajota blues (amb Sabina) 20. Aragón 21. Canto a la libertad |

| • Qué vamos a hacer… (1987) |
| --- |
| (Fonomusic) 1. Qué vamos a hacer 2. Joven paloma 3. Mi barrio 4. Alli 5. Y tendrá tus ojos 6. Junto a ti 7. Llegar al mar 8. Nonato 9. Pavana 10. Guárdate |

| • Trilce (1989) |
| --- |
| (Fonomusic) 1. Trilce 2. Aire 3. Juana 4. Nieve en abril (para Ángela) 5. Apenas una vida 6. Hay que seguir 7. Con tu voz 8. Para qué sirvió 9. El espejo 10. Banderas rotas |

| • Canciones de amor (1993) |
| --- |
| (Fonomusic) 1. Devuélveme 2. Mar de amor 3. Me estoy quedando sin ti 4. Si fueses como la aurora 5. Trilce 6. Una tarde sin fin 7. Canción de amor 8. Junto a ti 9. Cuando eres yo 10. Con tus manos 11. Y tendrá tus ojos 12. Las uvas dulces |

| • Recuento (1995) |
| --- |
| (Fonomusic) 1. Instrumental, introducción 2. Pregón 3. Sanjuanada 4. Rogativa de agua 5. La vieja 6. Regresaré a la casa 7. El villano 8. Quien te cerrará los ojos 9. Nana para dormir a un Niño en la montaña 10. Paisajes urbanos, días escolares 11. A Georges Brassens 12. Qué queda de ti, que queda de mi 13. Me estoy quedando sin ti 14. Banderas rotas 15. Canto a La libertad 16. Final |

| • Paisajes (1997) |
| --- |
| (PDI) 1. La sabina 2. A veces te descubro 3. El decreto treinta y tres 4. Adónde 5. Si tus labios 6. Corrido de Francho Blas 7. Se fué 8. A ti te entiendo 9. Suceso francés 10. De ti por mí 11. Monegros 12. No me digas ahora |

| • Solombra (1997)               |
| ------------------------------- |
| (Coda Out) 14. Aqueras montañas |

| • Nueva visión (1999) |
| --- |
| (Prames) 1. Aqueras montañas (Labordeta) 2. Aragón (Al son del Sur) 3. Llegar al mar (Distrito 14) 4. La vieja (Paco Cuenca) 5. Sanjuanada (Willy Giménez) 6. Los masoveros (Acolla) 7. Canción de amor (Especialistas) 8. Regresaré a la casa (Soul Mondo) 9. Parábola al modo brechtiano o El milagro de Lamberto (Enfermos Mentales) 10. Quién te cerrará los ojos (Adiós Jumbo) 11. Zarajota blues (Ixo Rai!) 12. Jardín de la memoria (Labordeta i Joaquín Pardinilla) |

| • Con la voz a cuestas (2001) |
| --- |
| (Prames) 1. Retrospectivo existente 2. 1936 3. Rosa rosae 4. La voz del poeta 5. El poeta 6. Nos haces una falta sin fondo 7. Los maestro 8. Geografía 9. Escrito en el roble 10. LSD 11. Vamos tirando 12. Long-Play 13. Sexto recuerdo 14. Poema de amor justo 15. Adamar 16. Ella 17. A veces me pregunto 18. Mientras vosotros estáis 19. Cuarteto irremediable 20. Banderas rotas 21. Escucha joven poeta inadvertido |

| • Nueba cozina: tributo a Ixo Rai! (2006)     |
| --------------------------------------------- |
| (Luna Nueva) 1. De cómo entré en conocimiento |

| • Cantautores aragoneses: el concierto! (2007) |
| --- |
| (El Periódico) Gravació del concert de l'11 d'octubre de 2006; inclou l'emissió d'Aragón TV en DVD. 1. La vieja 2. Ya ves 3. Somos 4. El villano 14. Cuando vayas a Huesca 15. La noche de San Juan 16. Albada 17. Mojándonos el culo 18. Me dicen que no quieres 19. Canto a la libertad |

| • ¡Vayatrés! (2009) |
| --- |
| (Luna Nueva) 1. Réquiem para un pequeño burgués (Labordeta) 2. Coplas redondas (Carbonell) 3. Canción para el esquileo del ganado (Popular/Sarraute/Paz) 4. Arribá, arribá (Labordeta/Carbonell) 5. Recuerda (Carbonell) 6. María si fueras mía (popular/Guinda/Paz) 7. Albada de la ausencia (Labordeta/Carbonell) 8. Jota de Oleay (popular/Paz) amb Ludmila Mercerón 9. Con las luces encendidas (Carbonell) 10. Despiértate (Paz) 11. Señor propietario (Labordeta) 12. Dame la mano (Carbonell) 13. Vientos del pueblo (Hernández/Maestre/La Bullonera) |

| • Otra vuelta de tuerca (2010) |
| --- |
| (El Periódico de Aragón) 1. Aragón 2. La vieja 3. Banderas rotas 4. Severino el Sordo 5. Regresaré a la Casa 6. Somos 7. Zarajota blues 8. Me dicen que no quieres 9. La albada 10. Ya ves 11. Quién te cerrará los ojos 12. Canto a la libertad |

| • Labordeta Inédito. En el jardín de la memoria (2016) |
| --- |
| (Fundación José Antonio Labordeta) 1. Voz dura 2. Poema para todos 3. Endechas por la muerte de Guillén Peraza (popular canària/Labordeta) 4. Nanas de la cebolla (Miguel Hernández) 5. Romance de Pérez 6. Che 7. Canción de la libertad 8. Han cerrado la puerta 9. La razón de la fuerza 10. Poema de la ausencia n.º 1 11. Hacia el pueblo 12. Cada día que pasa 13. Buñuelesca 14. Tú que puedes vuélvete 15. El fan 16. Tercer mundo (Evohé) 17. Al fin me voy 18. Mientras yo canto 19. Jardín de la memoria |

| • Primer encuentro de la música popular en Aragón (2019) |
| --- |
| (Prames) 1. Por el camino de polvo 2. Todos repiten lo mismo 3. Canción para una larga despedida 4. Meditaciones de Severino el Sordo 5. No cojas las acerollas |

| any  | títol                          | segell       | comentaris                                          |
| ---- | ------------------------------ | ------------ | --------------------------------------------------- |
| 2001 | 30 temas                       | Fonomusic    |                                                     |
| 2004 | Cantar y no callar (1975-1995) | Dro          | caixa antològica amb tots els discs de Fonomusic    |
| 2006 | Cantautores aragoneses         | El Periódico | recopilatori compartit amb Carbonell i La Bullonera |

### Filmografia
| A    | direcció         | títol                                 | comentaris                                                |
| ---- | ---------------- | ------------------------------------- | --------------------------------------------------------- |
| 1969 | Antonio Artero   | Monegros                              |                                                           |
| 1985 | Francesc Betriu  | Rèquiem per un camperol               | Labordeta fa el paper de l'agutzil                        |
|      |                  | Azabache                              | pel·lícula infantil per a TVE, en què interpreta un farer |
| 1990 | José Briz Méndez | Del Miño al Bidasoa                   | basada en l'obra de Camilo José Cela                      |
| 1994 |                  | Lazos                                 |                                                           |
| 1995 | Labordeta        | Un país en la mochila                 | sèrie de viatges per l'Espanya rural                      |
| 2007 | Aragón TV        | Cantautores aragoneses: el concierto! | DVD del concert de l'11 d'octubre de 2006                 |

El vessant actoral de Labordeta és la més tardana de les seues activitats: a banda dels papers protagonistes ressenyats a continuació, Labordeta també va treballar el 1988 com a amfitrió del programa En la cadiera per a TVE a Aragó, pel qual passaren els cantautors més importants del moment, a més de les seues incursions puntuals de contertulià en diversos programes de debat o com a actor convidat en sèries televisives com 7 vidas.

## Reconeixements
Orde de Saurí

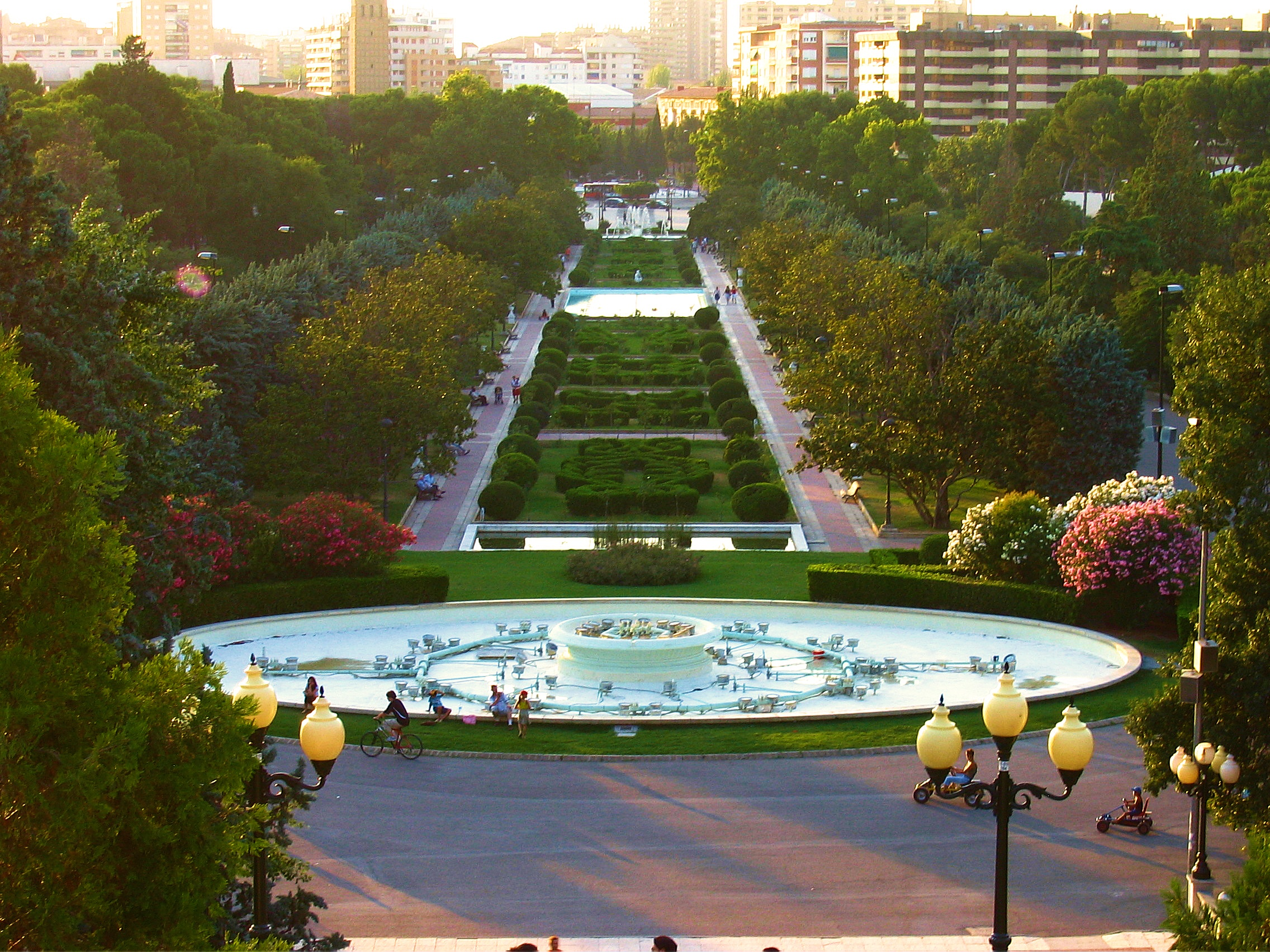
El Parque Grande

El govern de Nicaragua va concedir a José Antonio Labordeta l'orde de Saurí el 2003, la seva màxima distinció nacional.
Medalla d'Or al Mèrit en el Treball
El Consell de Ministres del divendres 4 de desembre de 2009 va acordar concedir la Medalla d'Or al Mèrit en el Treball a José Antonio Labordeta. Aquest reconeixement pretén "premiar i destacar el mèrit d'una conducta socialment útil i exemplar en l'acompliment dels deures que imposa l'exercici de qualsevol treball, professió o servei".
Doctor honoris causa per la Universitat de Saragossa
El 23 de març de 2010 la Universitat de Saragossa va dur a terme la investidura de José Antonio Labordeta com a doctor honoris causa.
Gran Creu de l'orde d'Alfons X el Savi
El 6 setembre 2010, li va ser lliurada la Gran Creu de l'orde d'Alfons X el Savi atorgada pel govern d'Espanya.
Medalla d'Aragó
És el màxim guardó de la comunitat autònoma. El seu objecte és reconèixer i prestigiar la tasca de persones físiques o jurídiques, o d'organitzacions, centres o col·lectius de pública i reconeguda identitat social, en la defensa dels valors i identitat aragonesos. Li va ser concedida a títol pòstum, i lliurada el 20 de setembre de 2010.
Parc Gran José Antonio Labordeta
L'ajuntament de Saragossa va aprovar denominar Parc Gran José Antonio Labordeta al que fins ara portava el nom de Parc de Primo de Rivera, i que la ciutadania coneixia popularment com a Parc Gran, una de les zones verdes més conegudes de la ciutat.